# Юпитер (Башкортостан)
Юпи́тер (баш. Юпитер) — упразднённая в 1986 году деревня Ялангачевского сельсовета Балтачевского района Башкирской АССР.

## География
Находилась возле Новосултангулово

### Географическое положение
Расстояние до:
- центра сельсовета (Ялангачево) : км.
- районного центра (Старобалтачево): 27 км,
- ближайшей железнодорожной станции (Куеда): 86 км.

## История
В 1952 году — пос. Юпитер, входящий в Мишкинский сельсовет.
Исключена из учётных данных Указом Президиума ВС Башкирской АССР от 12.12.1986 N 6-2/396 «Об исключении из учётных данных некоторых населённых пунктов».

## Транспорт
Просёлочная дорога, ведущая из Новосултангулово в Мишкино